# Estampa (Madrid)
Estampa fue una revista cultural española de tirada semanal, cuyo primer número fue publicado el 3 de enero de 1928. Estética, atractiva y popular, constituyó una auténtica innovación por su apoyo a la presencia de la mujer en la sociedad española, su inicial ausencia de ideología y el abundante material gráfico, en la línea de otras revistas europeas contemporáneas como la francesa Vu. Nacida bajo el yugo de la censura previa de la dictadura de Primo de Rivera, tras diez años de existencia, desapareció en 1938, en plena guerra civil española. Compartió periodo y público con otra revista hermana Crónica (1929-1938).

## Historia

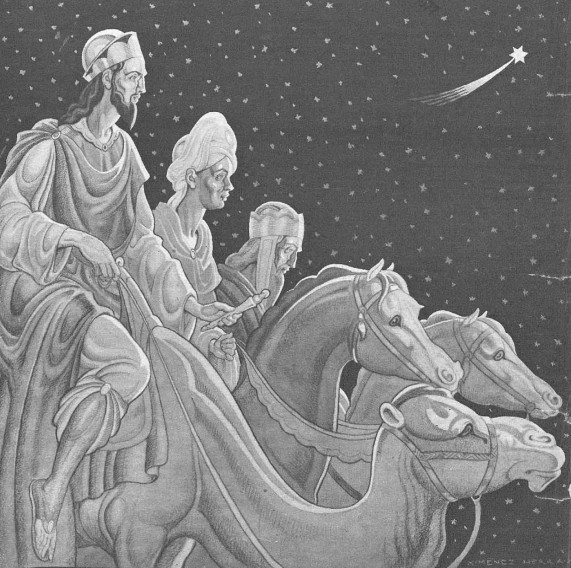
Portada de Ángel Ximénez Herráiz, para el primer número de Estampa, del 3 de enero de 1928.

Estampa fue un proyecto editorial de Luis Montiel Balanzat, ingeniero madrileño y monárquico moderado, que inició su actividad en el negocio de las artes gráficas a través de Papelera Madrileña y la imprenta Gráficas Excelsior, adquiriendo luego los talleres de Sucesores de Rivadeneyra (que durante años imprimirían la Gaceta de Madrid y el Diario de Sesiones).
Desde su primer número, en enero de 1928, se ajustó al membrete de «Revista Gráfica y Literaria de la Actualidad Española y Mundial», llamando la atención por la gran calidad de las reproducciones fotográficas. Su primer director fue Antonio González Linares que, al pasar a dirigir Crónica, dejó el puesto al propio Montiel, que compartió codirección con Sánchez Ocaña.
Estampa obtuvo notable éxito durante la Segunda República Española. En el primer año llegó a alcanzar una tirada de 200 000 ejemplares, igualando a revistas decanas como Blanco y Negro y Nuevo Mundo; la propia revista lo atribuyó a un precio asequible y al carácter ameno y ecléctico de sus contenidos. Entre su público objetivo tenía importancia el sector de la mujer de clase media.
Se ha estudiado que a partir del número 227 de Estampa, aparecido el 14 de mayo de 1932, al disminuir sus contenidos gráficos, en especial los deportivos, la revista adquirió un tono más serio, aumentando la profundidad de los reportajes.
Con el estallido de la guerra civil española, el personal de redacción, talleres y administración se incautaron de la empresa y Estampa continuó publicándose como órgano del Frente Popular. Así, a partir del número 447, la guerra monopolizó su contenido, incluyendo incluso reportajes propagandísticos de la Unión Soviética. Aumentaron las fotografías sin firmar, en especial las procedentes del frente. Especialistas como Sáiz, Sánchez Vigil y Seoane, la consideraron modélica en su género y una víctima más de la guerra civil. Si bien su último número apareció en 1938, el más reciente de los conservados en la Biblioteca Nacional de España es del ocho de enero de ese año. Finalizada la guerra, Montiel recuperó la propiedad de los Talleres de Rivadeneyra y editó dos nuevas publicaciones: la revista Semana en 1940 y, más tarde, el diario deportivo As, en 1967.

## Contenidos

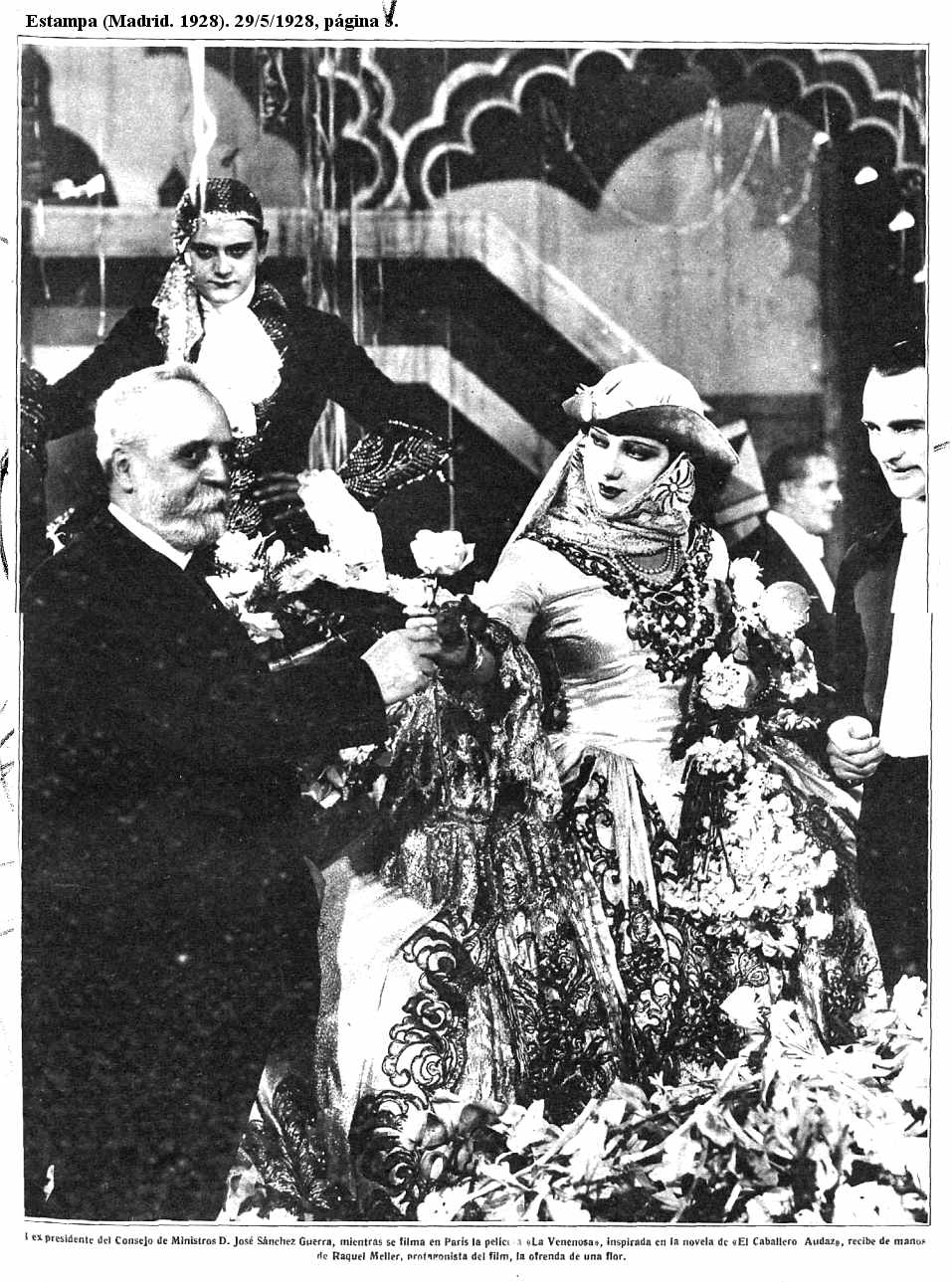
El expresidente del Consejo de Ministros de España, José Sánchez Guerra, recibiendo una flor de manos de Raquel Meller, protagonista de la película La venenosa, durante el rodaje del film en París. Publicado en la página 3 de Estampa el 29 de mayo de 1928.

## Colaboradores

### Literarios
Entre sus colaboradores literarios se registran las firmas de Manuel D. Benavides, César González Ruano, Francisco Coves, Josefina Carabias, Matilde Muñoz, Ernesto López Parra, José Díez Morales, Francisco Martínez Corvalán, Eduardo de Ontañón, Andrés Carranque de Ríos y Carlos Vela Jerezano.

### Humoristas y artistas gráficos
La revista contó en sus páginas literarias, infantiles y de humor con dibujantes, pintores y humoristas como Sirio, Ramon Peinador Checa, Roberto, Penagos, Baldrich, Téllez, Fresno, Echea, Andrés Martínez de León, K-Hito o los ya citados Bartolozzi y Ximénez Herráiz.

### Fotógrafos
Uno de los campos profesionales que más personalidad y popularidad le dieron a Estampa fue sin duda el de la fotografía. En sus diez años de existencia contó con el trabajo de: Alfonso, Almazán, Adróver, Álvaro (deportes), Antsa, Badosa, Benítez, Calvache (retratos), Casaux, Campúa, Centelles, Cervera, Contreras, Díaz Casariego, Erik, Gonshani, Luque, Marín, Mena, Oplés, Vilaseca, Vidal, Walken, Santos Yubero, Zapata o Zarco; además de otros reporteros gráficos de provincias.